# Edward Robert Hughes

Edward Robert Hughes: Die Nachtwache der Walküre

Edward Robert Hughes (* 5. November 1851; † 23. April 1914 in St Albans) war ein englischer Maler, der im Stil der Präraffaeliten und des Ästhetizismus arbeitete. Seine bekanntesten Werke sind Midsummer Eve und Night With Her Train of Stars. 

## Leben
Hughes war ein Neffe von Arthur Hughes und unterstützte William Holman Hunt als Assistent in dessen Atelier. Technisch nutzte er häufig eine Kombination aus Aquarell und Gouache. 1891 wurde er in die Royal Watercolour Society gewählt. Um die Vollmitgliedschaft zu erreichen, wählte er ein mystisches Thema für seine Einreichung, das durch ein Gedicht von Christina Rossettiis Amor Mundi inspiriert worden war. Er experimentierte mit anspruchsvollen Maltechniken und war ein Perfektionist. Er fertigte zahlreiche Studien für seine Gemälde an, von denen einige selbst reif für eine Ausstellung gewesen wären.
Eine Zeit lang war Hughes Assistent von William Holman Hunt, als dieser bereits in fortgeschrittenem Alter war. Er half dem gebrechlichen Hunt bei der Version von The Light of the World, einem Werk, das jetzt in der St Paul’s Cathedral in London zu sehen ist, und bei The Lady of Shalott. 
Hughes starb am 23. April 1914 in seinem Landhaus (no. 3 Romeland) in St. Albans, Hertfordshire.
Seine Arbeiten sind in verschiedenen öffentlich zugänglichen Sammlungen zu sehen, u. a. in der Cartwright Hall Gallery in Bradford, im Cambridge & County Folk Museum, im Maidstone Museum, im Bruce Castle Museum, in der Kensington Central Library, in der Birmingham Art Gallery, im Ashmolean Museum in Oxford, im Harris Museum in Preston und in einer Sammlung des National Trust for Scotland.
Das Birmingham Museum and Art Gallery zeigte vom 17. Oktober 2015 bis 21. Februar 2016 eine Hughes-Retrospektive unter dem Namen Enchanted Dreams: The Pre-Raphaelite Art of Edward Robert Hughes.

Edward Robert Hughes
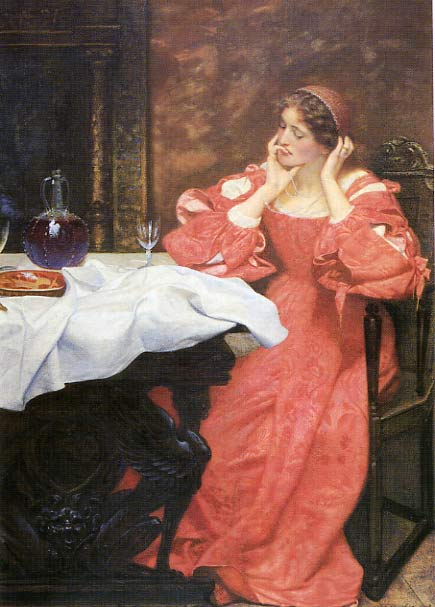
Die zänkische Katherina
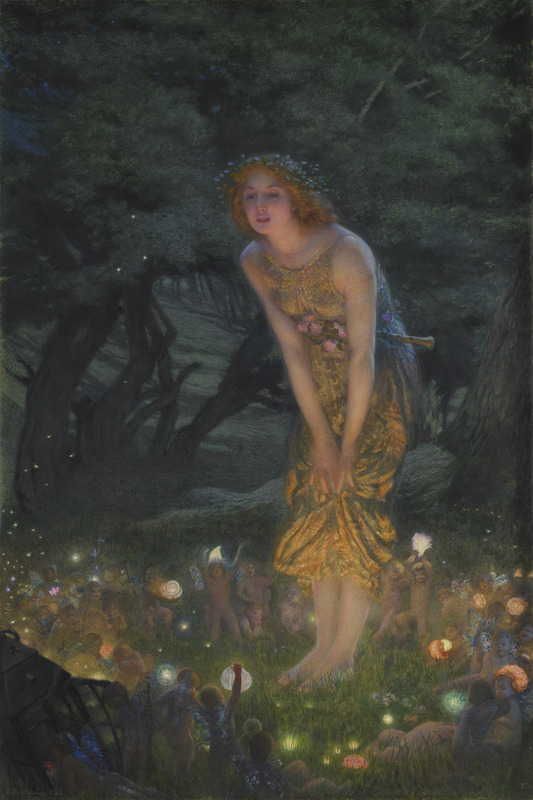
Midsummer Eve (um 1908)
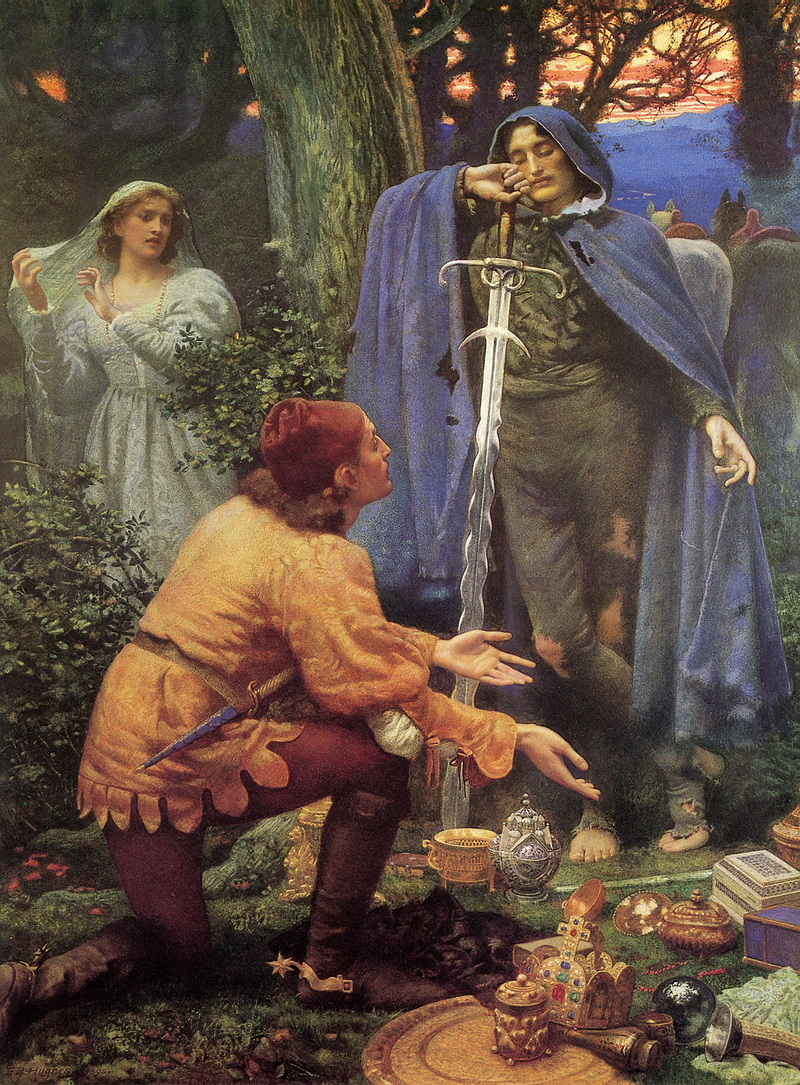
Bertucciova nevesta (1895)
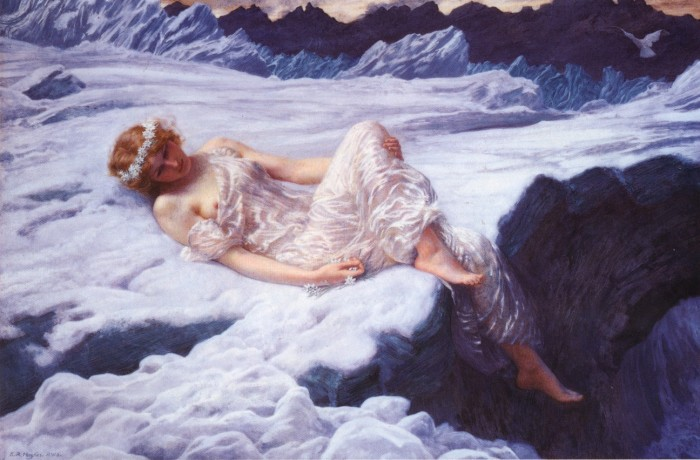
Snow Heart
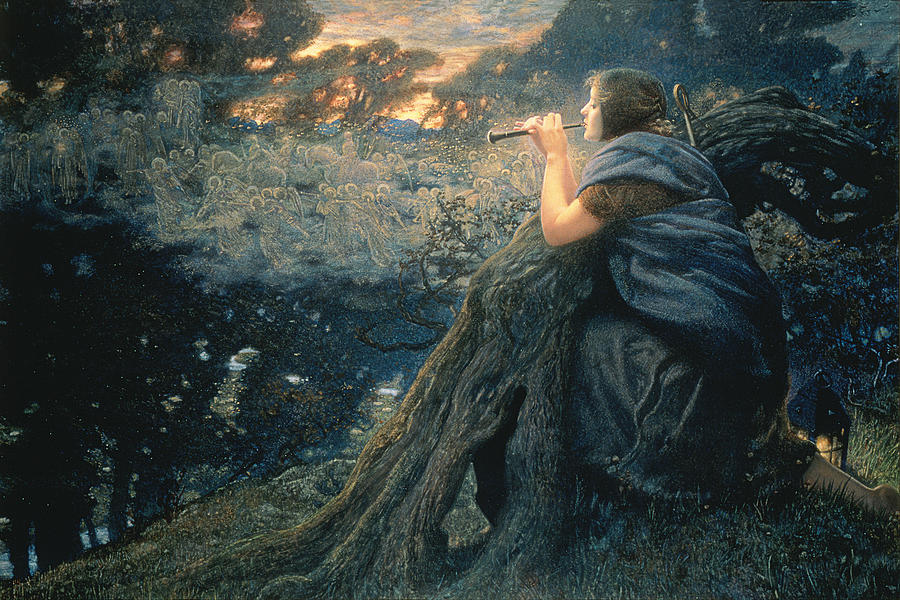
Summer fantasy
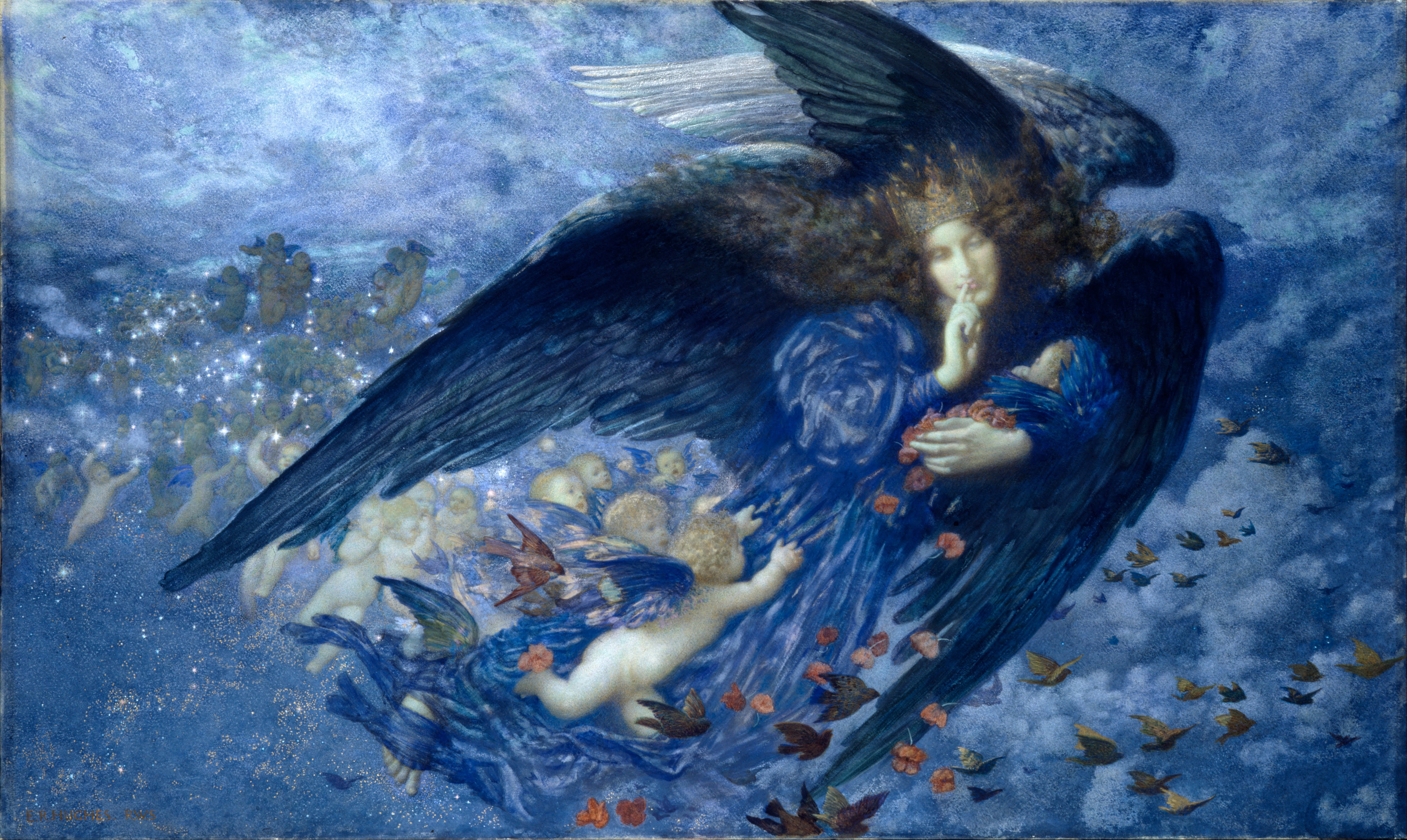
Night with her Train of Stars